# Alfold Bars
Alfold Bars – osada w Anglii, w hrabstwie West Sussex, w dystrykcie Chichester. Leży 33 km na północny wschód od miasta Chichester i 56 km na południowy zachód od Londynu.